# Newark–World Trade Center
De Newark-World Trade Center is een treindienst die wordt uitgevoerd door PATH. Het staat rood aangegeven op de kaart en op de treinen. De treindienst wordt uitgevoerd van Newark naar de World Trade Center Transportation Hub in Lower Manhattan. Deze dienst wordt 24 uur per dag uitgevoerd.

## Lijst van stations
| Station                               | Wanneer  | Overstapmogelijkheden   | Toegankelijk |
| ------------------------------------- | -------- | ----------------------- | ------------ |
| New Jersey                            |          |                         |              |
| Newark                                | hele dag |                         |              |
| Harrison                              | hele dag |                         |              |
| Journal Square                        | Hele dag | JSQ-33 JSQ-33 (via HOB) |              |
| Grove Street                          | Hele dag | JSQ-33 JSQ-33 (via HOB) |              |
| Exchange Place                        | Hele dag | HOB–WTC                 |              |
| Manhattan                             |          |                         |              |
| World Trade Center Transportation Hub | Hele dag | HOB–WTC                 |              |

## Dienstuitvoering
| Traject      | Treinopvolging | Treinopvolging  | Treinopvolging  | Treinopvolging  |
| Traject      | Spits          | Overdag (ma-zo) | Avonden (ma-zo) | Nachten (ma-zo) |
| ------------ | -------------- | --------------- | --------------- | --------------- |
| Newark ↔ WTC | 4-5 minuten    | 10-15 minuten   | 10-15 minuten   | 30 minuten      |